# Ante Gotovina
Ante Gotovina (n. 12 octombrie 1955, Comuna Tkon, Cantonul Zadar, Croația)  este un general croat. Între 2008 și 2012, împreună cu Mladen Markač și Ivan Čermak, a fost acuzat de Tribunalul Penal Internațional pentru fosta Iugoslavie pentru presupusa implicare în crime legate de Operațiunea Furtuna lansată de  armata croată în timpul Războiului de Independență al Croației. Čermak a fost achitat complet, dar condamnările lui Gotovina și Markač au fost ulterior anulate printr-o cerere de apel la TPII.